# Pellegrino Molossi
Pellegrino Molossi (Parma, 28 ottobre 1844 – Parma, 11 gennaio 1912) è stato un giornalista e editore italiano.

## Biografia
Figlio dell'economista e geografo Lorenzo Molossi, fu direttore della «Gazzetta di Parma» per 32 anni, dal 1880 fino alla morte. Il giornale era a quel tempo di proprietà di una società di azionisti, tra i quali Giuseppe Verdi. Nell'anno seguente divenne anche comproprietario della testata e nel 1884 proprietario unico.
Liberale conservatore, sostenne la destra storica. Non volle mai abbandonare il suo giornale, nonostante le offerte, come quella di Eugenio Torelli Viollier, che gli propose la vicedirezione del Corriere della Sera. Alla sua morte la proprietà e la direzione del giornale passarono al figlio Gontrano (padre di Baldassarre Molossi). 